# Portia jianfeng
Portia jianfeng is een spinnensoort in de taxonomische indeling van de springspinnen (Salticidae).
Het dier behoort tot het geslacht Portia. De wetenschappelijke naam van de soort werd voor het eerst geldig gepubliceerd in 1998 door Da-xiang Song & Zhu.